# Heodes caucasica
Heodes caucasica är en fjärilsart som beskrevs av Jachontov 1909. Heodes caucasica ingår i släktet Heodes och familjen juvelvingar. Inga underarter finns listade i Catalogue of Life.